# Силин, Михаил Александрович
Михаи́л Алекса́ндрович Си́лин (1904 — 1980) — советский дипломат. Чрезвычайный и полномочный посол.

## Биография
Член ВКП(б). Окончил Институт красной профессуры (1937). Доктор философских наук. На дипломатической работе с 1943 года.
- В 1943—1945 годах — заведующий отделом кадров НКИД СССР.
- В 1943—1948 годах — член Коллегии НКИД (с 1946 — МИД) СССР.
- В 1945—1948 годах — начальник Управления кадров НКИД (с 1946 — МИД) СССР.
- С 7 марта 1948 по 26 октября 1951 года — чрезвычайный и полномочный посол СССР в Чехословакии.
- В 1951—1960 годах — директор Высшей дипломатической школы МИД СССР.
- С 20 декабря 1960 по 29 июня 1963 года — чрезвычайный и полномочный посол СССР в Судане.
- В 1963—1964 годах — эксперт-консультант Отдела стран Ближнего Востока.
- В 1964—1965 годах — и. о. заместителя заведующего Отделом стран Ближнего Востока.

## Награды
- Орден Отечественной войны 1-й степени (5 ноября 1945)
- Орден Трудового Красного Знамени (3 ноября 1944, 1946)
- Медаль «За оборону Москвы»
- Медаль «За доблестный труд в Великой Отечественной войне 1941—1945 гг.»

## Дипломатический ранг
- Чрезвычайный и полномочный посол (17 марта 1948)

## Публикации
- «Критика буржуазной идеологии и победа марксизма-ленинизма в Чехословакии» (М., 1960).